# سكوت فوغل
سكوت فوغل (بالإنجليزية: Scott Vogel)‏ هو مغني أمريكي، ولد في 5 مايو 1973 في بوفالو في الولايات المتحدة.